# بطولة ألعاب القوى الإفريقية للناشئين 2009
نظمت في موريشيوس عام 2009 من 30 يوليو - 2 أغسطس. كان هناك 40 فعالية رياضية، 20 منها تم التنافس عليها من قبل الرياضيين الذكور و 20 من قبل الرياضيات الإناث. شهدت هذه البطولة ميداليات ذهبية لكاستر سيمينيا و اماكا اوكوكبونام حطموا من خلالها الأرقام القياسية لسجلات البطولات، ولكن أيضا شهدت جدلا واسعا في وقت لاحق من ذلك العام بسبب خضوع سيمينيا لاختبار الجنسين واماكا اوكوكبونام لاختبار المنشطات. [1] [2]

## وصلات خارجية
- African Athletics articles